# Pachyonomastus
Pachyonomastus Caporiacco, 1947 è un genere di ragni appartenente alla famiglia Salticidae.

## Etimologia
Il nome è composto dal prefisso greco παχυ- pachy-, che significa "spesso, grosso" e dal genere Onomastus con cui condivide vari caratteri.

## Distribuzione
L'unica specie oggi nota di questo genere è stata rinvenuta in Africa orientale

## Tassonomia
A dicembre 2010, si compone di una specie:
- Pachyonomastus kittenbergeri Caporiacco, 1947[2] — Africa orientale